# راوی شانکار پراساد
راوی شانکار پراساد (زاده ۳۰ اوت ۱۹۵۴) یک سیاستمدار و وکیل هندی از حزب بهاراتیا جاناتا است.او از سال ۲۰۰۰ عضو مجلس هند است. ابتدا در مجلس سفلی یا راجیا سبها (۲۰۰۰–۲۰۱۹) و سپس در مجلس اولیا یا لوک سبها (از سال ۲۰۱۹) فعالیت کرده‌است. او چندین بار به عنوان وزیر اتحادیه خدمت کرده‌است. در دوره نخست‌وزیری اتل بیهاری واجپایی، به عنوان وزیر کشور، او در وزارتخانه‌های زغال سنگ (۲۰۰۱–۲۰۰۳)، قانون و قضائیه (۲۰۰۲–۲۰۰۳)، و اطلاعات و پخش فراگیر (۲۰۰۳–۲۰۰۴) خدمت کرده‌است. ذیل نخست‌وزیری نارندرا مودی او به عنوان وزیر کابینه در وزارت حقوق و عدالت (۲۰۱۴، ۲۰۱۶–۲۰۲۱)، ارتباطات (۲۰۱۴–۲۰۱۶، ۲۰۱۹–۲۰۲۱) و الکترونیک و فناوری اطلاعات (۲۰۱۴–۲۰۲۱) خدمت کرده‌است.